# Biserica de lemn din Ilimbav

Uşile împărăteşti de la biserica de lemn din Ilimbav, foto: 2009

Masa altarului la biserica de lemn din Ilimbav, foto: 2009

Biserica de lemn din Ilimbav, comuna Marpod, județul Sibiu, se află așezată foarte aproape de noua biserică, pe coasta unui mic deal. Aceasta este o biserică călătoare, adusă în anul 1852 din satul vecin Nou Român. Biserica a fost ridicată la sfârșitul secolului 18, iar în ea se păstrează un prestol din piatră datat în anul 1639. Are hramul „Buna Vestire”. Biserica se află pe noua listă a monumentelor istorice sub codul LMI: SB-II-m-B-12407.

## Imagini

Pictura bolţii naosului
Ceată îngerească
Tâmpla bisericii
Intrările în absida altarului
Detaliu decorativ la unul din stâlpii pridvorului
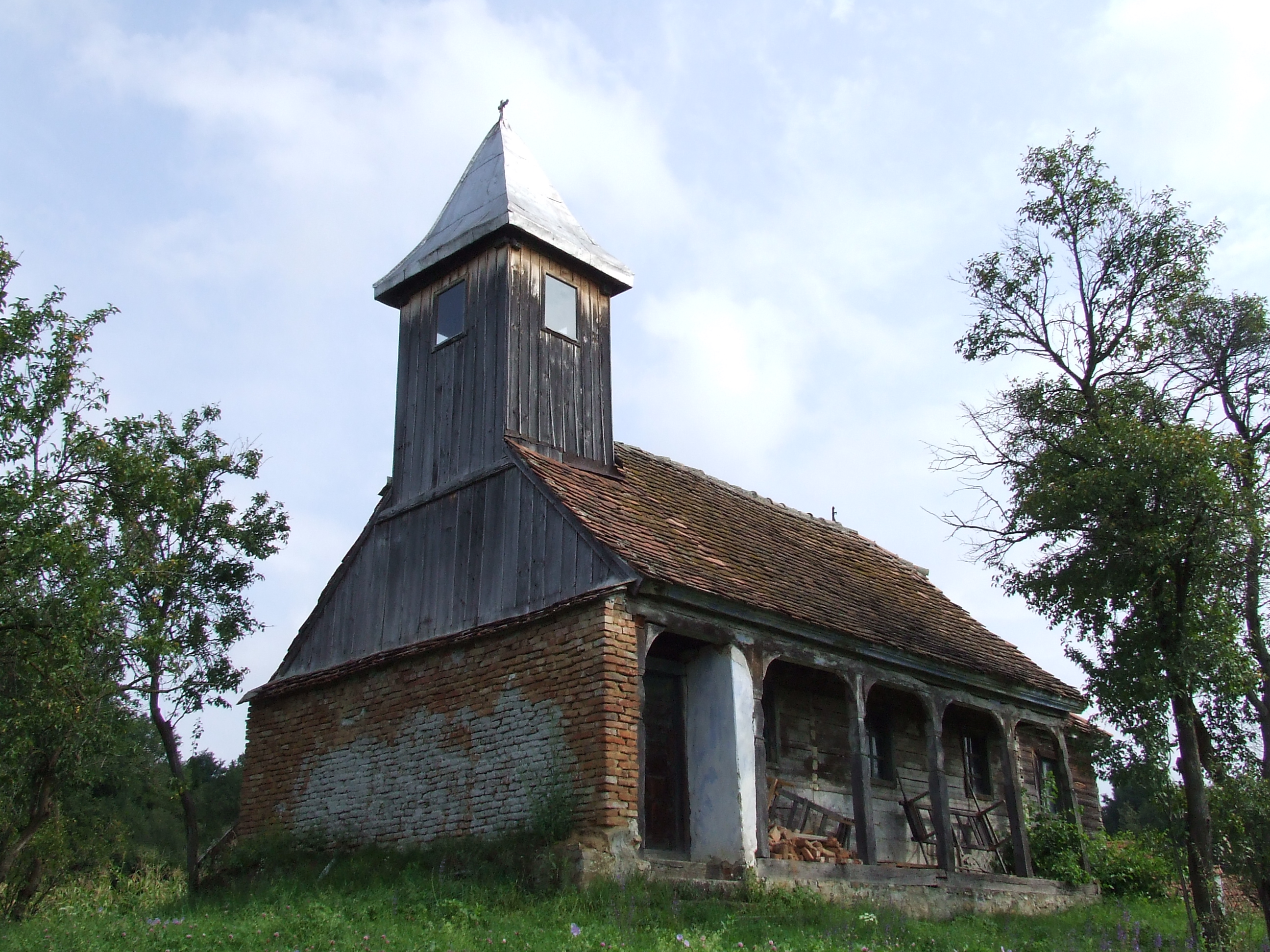
Vedere de ansamblu din sud-vest a bisericii
Latura de nord a bisericii
Coridorul ce separă peretele de cărămidă de pronaosul bisericii